# Die beiden Kalifen

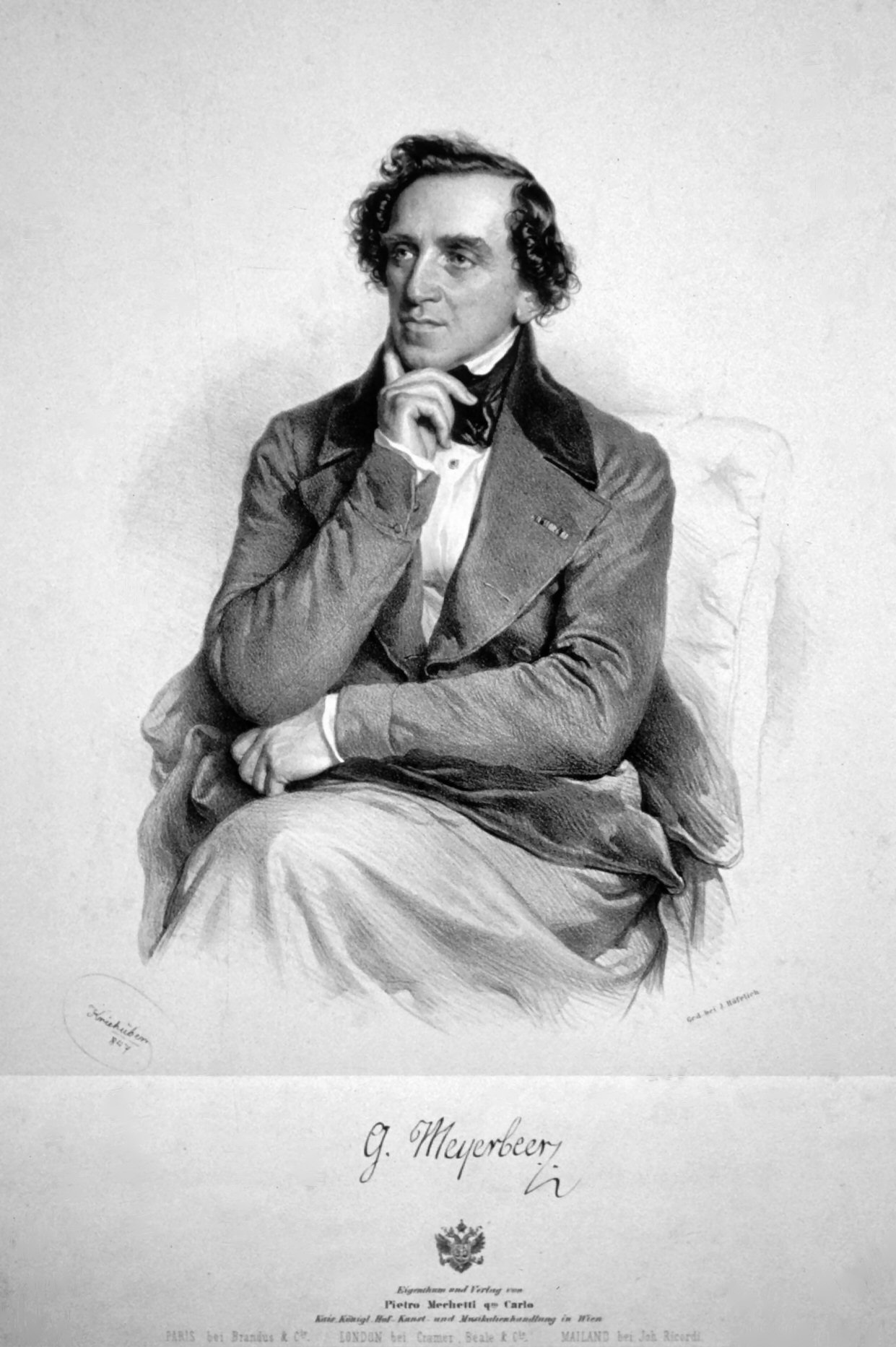
Giacomo Meyerbeer

Die beiden Kalifen (De båda kaliferna) är en opera i två akter med musik av Giacomo Meyerbeer och librettot av Johann Gottfried Wöhlbruch efter en historia från sagosamlingen Tusen och en natt.

## Historia
Meyerbeers andra opera hette ursprungligen Wirt und Gast, oder Aus Scherz Ernst (Herre och gäst, eller Skämtet som blev allvar). Under den titeln hade operan premiär på Neues Lusthaus Stuttgart den 6 januari 1813, dirigerad av Conradin Kreutzer. Meyerbeer noterade i sin dagbok att: "Jag anlände en dag innan föreställningen och hann övervara två repetitioner, men kunde inget göra för att hjälpa till då den i alla hänseenden hade blivit dåligt och hastigt förberedd. Uppsättningen bedömdes av alla kritiker som dålig och operans mottagande blev ljummet." Den lokala pressen rapporterade emellertid att operan "fick en välförtjänt framgång. Musiken har påtagliga, genuint originella passager och texten har bearbetats med omsorg."
Operan spelades en enda gång som Die beiden Kalifen under Wienkongressen på Theater am Kärntnertor i Wien den 20 oktober 1814. Vid det tillfället sjöngs rollen som Irene av sopranen Cathinka Buchwieser.
Operans fiasko var en bidragande orsak till att Meyerbeer bestämde sig för att lämna Wien i november 1814 och söka sin lycka utanför den tysktalande delen av Europa. En recensent skrev: "På den tiden hade ingen annan musik än den italienska chansen att bli hörd i den österrikiska huvudstaden: det är inte att undra på att Meyerbeers opera, skriven i en annan stil och väldigt lik hans förra Jephtas Gelübde, misslyckades totalt."
I Prag framfördes operan ytterligare några gången (22 oktober 1815) och även i Dresden den 22 februari 1820 under titen Alimelek, oder die beiden Kalifen. Vid båda tillfällena dirigerades föreställningarna av Meyerbeers vän Carl Maria von Weber, som skrev om verkets "stora fantasi. [och] nära nog vällustiga melodier" och prisade dess instrumentation.

## Personer
| Roller                                                            | Röststämma | Premiärbesättning 6 januari 1813 Dirigent: Conradin Kreutzer |
| ----------------------------------------------------------------- | ---------- | ------------------------------------------------------------ |
| Harun al-Rashid, kalif                                            | bas        | Gossler                                                      |
| Irene, hans niece                                                 | sopran     | Meier                                                        |
| Alimelek (Irenes älskade)                                         | tenor      | Krebs                                                        |
| Fängelsevakten                                                    | talroll    |                                                              |
| Kör: Följe av kalifer, vakter, tjänare, slavar, tiggare, stadsbor |            |                                                              |